# Пікулик червоногорлий
Пікулик червоногорлий (Macronyx ameliae) — вид горобцеподібних птахів родини плискових (Motacillidae).

## Назва
Вид описав у 1845 році маркіз Леонс де Таррагон і назвав на честь своєї дружини або матері, яких обох звали Амелі.

## Поширення
Вид поширений в Анголі, Ботсвані , Демократичній Республіці Конго, Кенії, Малаві, Мозамбіку, Намібії, Південній Африці, Танзанії, Замбії та Зімбабве. Його природним середовищем існування є низькорослі луки та тропічні заплави.

## Опис
Дорослі екземпляри мають довжину близько 19 см, а спина сіро-коричнева з крапками. У самця рожеве горло та широка чорна смуга на грудях, яка помітна лише в період розмноження. У самиць нижня частина тіла рожева, але без чорної смуги. Незрілі екземпляри мають світло-коричневу нижню частину тіла з чорними плямами з червонувато-рожевими плямами з боків.